# Biskupice (powiat pruszkowski)
Biskupice – wieś sołecka w Polsce położona w województwie mazowieckim, w powiecie pruszkowskim, w gminie Brwinów.
| SIMC    | Nazwa             | Rodzaj     |
| ------- | ----------------- | ---------- |
| 0000508 | Biskupice-Majątek | przysiółek |

Wieś duchowna położona była w drugiej połowie XVI wieku w powiecie błońskim ziemi warszawskiej województwa mazowieckiego. W latach 1975–1998 miejscowość należała administracyjnie do województwa warszawskiego.
Przez wieś przebiega droga wojewódzka nr 720 z Nadarzyna i Brwinowa do Błonia, od której na wschód odbiega droga do Krosny i Koszajca. Granicą Biskupic i Brwinowa płynie Zimna Woda, dopływ Utraty. We wsi znajduje się placówka OSP.
W latach 70. odkryto w Biskupicach pozostałości osady hutniczej z I w. p.n.e.-III w. n.e. stanowiącej część wielkiego starożytnego ośrodka hutniczego.

## Linki zewnętrzne

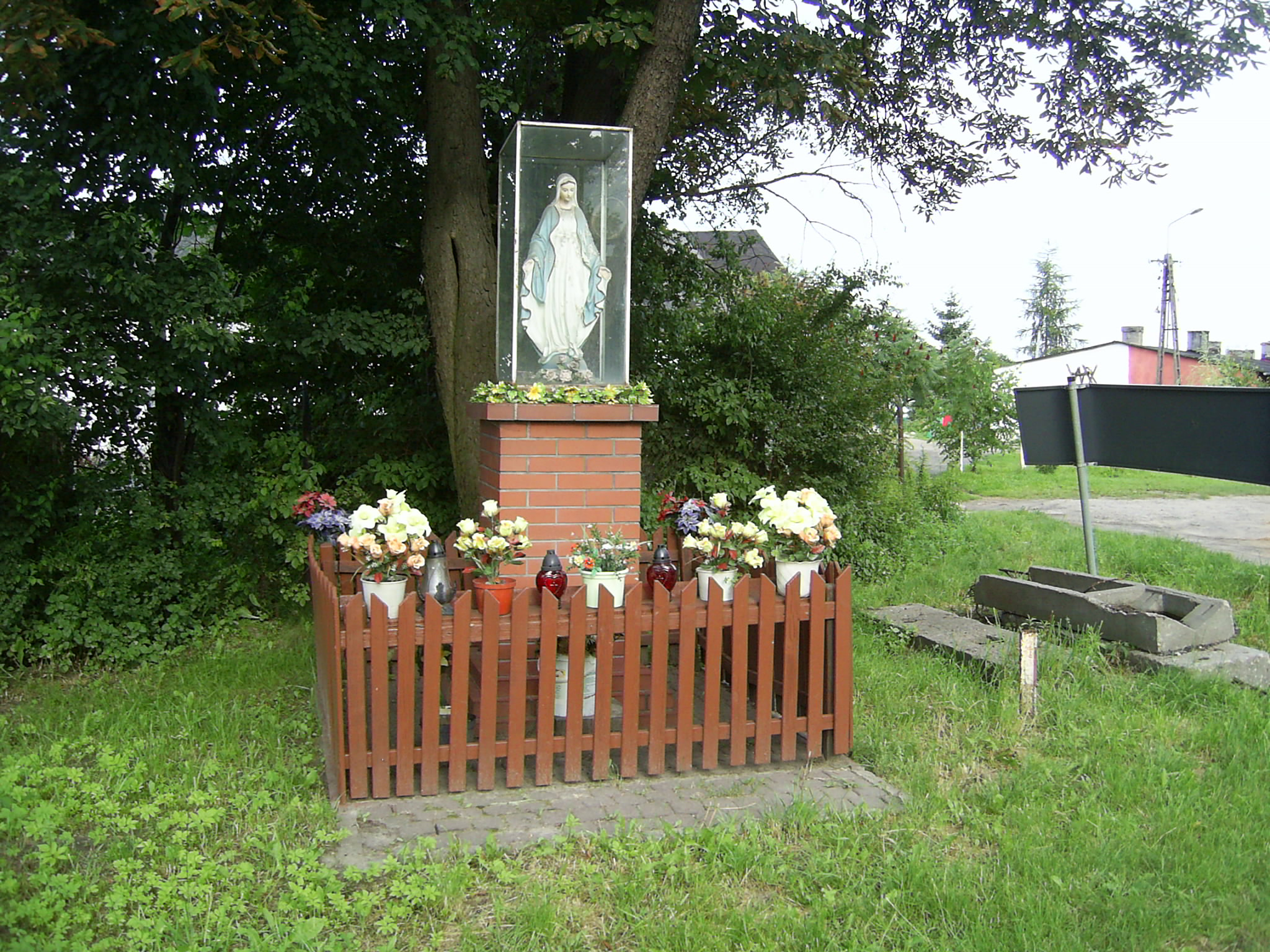
Kapliczka przy skrzyżowaniu w Biskupicach
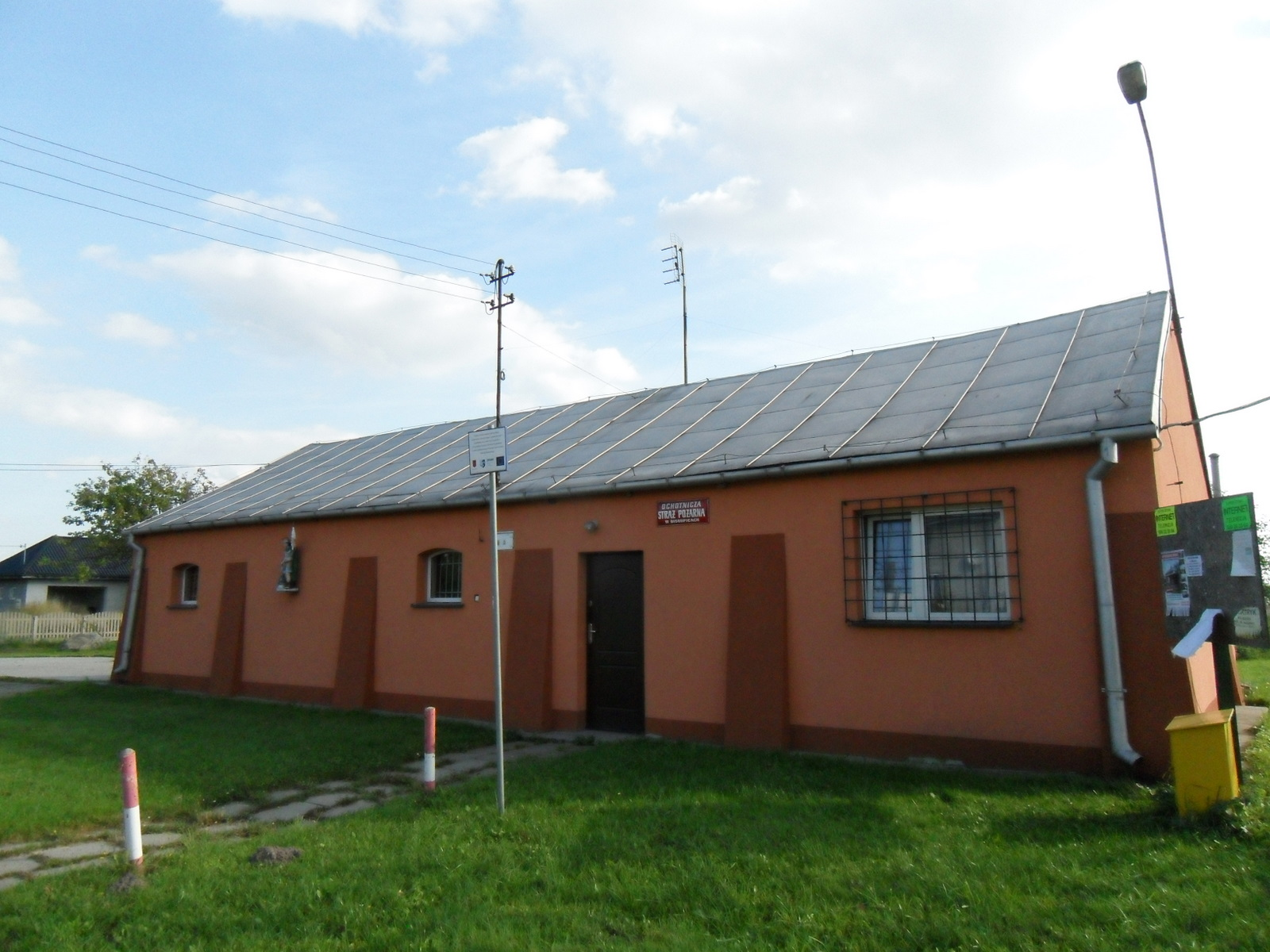
Ochotnicza Straż Pożarna